# 同樂鄉 (鄰水縣)
同樂鄉（同樂公社），是四川省鄰水縣曾经下辖的一个乡。

## 沿革
- 清代道光年間，增設同樂鄉。
- 民國4年(1915年)，縣設六保衛區，為第四保衛區同樂鄉。
- 民國24年(1935年)7月1日，將6個區合併為3個區，罈子鄉和同樂鄉合併為罈同鎮，屬鄰水縣第三區。
- 1953年4月24日，同樂鄉人民政府成立，屬鄰水縣第四區（罈同區）。1956年1月16日，同樂鄉人民政府改稱同樂鄉人民委員會。
- 1958年9月22日，同樂鄉人委改稱同樂人民公社。1966年5月「文革」開始後，同樂人民公社工作受到干擾。1967年3月，由公社武裝幹部和群眾代表主持成立了同樂人民公社生產辦公室，負責公社日常工作。[1]。
- 1967年3月，成立同樂人民公社生產辦公室，負責公社日常工作。1968年10月l4日，經縣人武部黨委批准．同樂人民公社革命委員會成立。1976年10月粉碎「四人幫」後，同樂人民公社的行政組織機構仍然是革命委員會。1981年3月，縣委決定撤銷同樂人民公社革委會，建立同樂人民公社管理委員會，管委會設正、副主任。1981年12月，為在一個地區內公社不重名。達縣地區行署將同樂人民公社管委會改為椿木人民公社管委會。1984年1月，根據中共中央體制改革要求，縣委又決定撤銷椿木人民公社管委會，建立椿木鄉人民政府[2]。